# Три встречи
«Три встречи» — фильм 1948 года, составленный из трёх новелл режиссёров Александра Птушко, Всеволода Пудовкина и Сергея Юткевича и вышедший на экраны лишь в 1950 году.

## Сюжет
Фильм состоит из новелл об участниках Великой Отечественной войны, однополчанах, вернувшихся с фронта и вступивших в мирную жизнь. Майор Корнев, инженер-доменщик по профессии, приступает к восстановлению взорванной фашистами домны, старшина Самосеев становится председателем колхоза, старшего лейтенанта Рудникова ожидает арктическая экспедиция, а лейтенант Бэла Мухтарова готовится отправиться с партией геологов на восток…

## В ролях
| Актёр              | Роль                                   |
| ------------------ | -------------------------------------- |
| Тамара Макарова    | Олимпиада Самосеева                    |
| Борис Чирков       | Никанор Самосеев                       |
| Николай Крючков    | Максим Корнев                          |
| Юлия Борисова      | Оксана                                 |
| Клара Лучко        | геолог Бэла Мухтарова                  |
| Юрий Любимов       | Александр Рудников, работает на Севере |
| Александра Панова  | Соломониха                             |
| Михаил Трояновский | Фадеич                                 |
| Александр Хвыля    | Ходоров                                |
| Александр Шатов    | Минский                                |
| Леонид Кмит        | директор МТС                           |
| Георгий Юматов     | токарь                                 |
| Михаил Державин    | профессор-геолог                       |
| Андрей Тутышкин    | эпизод                                 |
| Инна Фёдорова      | машинистка                             |

## Съёмочная группа
- Авторы сценария: Николай Погодин, Сергей Ермолинский, Михаил Блейман
- Режиссёр: Александр Птушко, Всеволод Пудовкин, Сергей Юткевич
- Операторы: Фёдор Проворов, Игорь Гелейн, Аркадий Кольцатый, Борис Арецкий
- Художник: Геннадий Мясников